# Ninox obscura
El nínox de Hume (Ninox obscura) es una especie de ave estrigiforme de la familia Strigidae; algunos las consideran una subespecie de Ninox scutulata.

## Distribución
Es endémico de las selvas de las islas Andamán, pertenecientes a la India.

## Estado de conservación
Está amenazada por la pérdida de hábitat.